# Piers Butler, VIII conte di Ormond
Piers Butler, VIII conte di Ormond (1467 – 26 agosto 1539), è stato un politico irlandese.

## Biografia
Durante la prolungata assenza dall'Irlanda dei conti, il padre Sir James Butler (? - 1487) aveva rivendicato la terra e i titoli degli Ormond. Questo provocò una crisi nella successione della contea quando il settimo conte morì senza un erede maschio. Il 20 marzo 1489, il re Enrico VII lo nominò High Sheriff della contea di Kilkenny. Fu nominato cavaliere nel settembre 1497. L'anno successivo occupò il Castello di Kilkenny.
Il 28 febbraio 1498 ricevette il perdono per i crimini commessi in Irlanda, tra cui l'omicidio di James Ormonde, un erede del conte. Alla morte di Thomas Butler, il 3 agosto 1515, Piers Butler divenne VIII conte di Ormond. Il 6 marzo 1522, il re lo nominò governatore capo d'Irlanda come Lord Deputy, carica che ricoprì fino al 13 maggio 1524 quando divenne Lord Tesoriere.

## La perdita del titolo
Uno degli eredi per l'eredità Ormond era Thomas Boleyn, la cui madre apparteneva alla famiglia dei conti di Ormond. Boleyn era il padre di Anna, che sarebbe diventata la moglie di Enrico VIII. Siccome il re voleva i titoli di Ormond e Wiltshire per Thomas Boleyn, indusse Butler ed i suoi coeredi di dimettersi. Aiutato dal cancelliere del re, il cardinale Thomas Wolsey, a Butler è stata concessa la contea di Ossory.

## Morte
Il 22 febbraio 1538, gli venne ripristinata la contea di Ormond. Morì il 26 agosto 1539 e fu sepolto in Cattedrale di San Canice, a Kilkenny.

## Matrimonio
Nel 1485 sposò Lady Margaret Fitzgerald, figlia di Gerald FitzMaurice FitzGerald, VIII conte di Kildare e Alison FitzEustace. Il matrimonio fu politico, organizzato con lo scopo di sanare la frattura tra le due famiglie. Nei primi anni del loro matrimonio, Margaret e suo marito sono stati ridotti a miseria da James Dubh Butler, un nipote, erede della contea e agente dell'assente VII conte , che risiedeva in Inghilterra. Piers Butler si vendicò uccidendo James Dubh in un agguato nel 1497. Venne perdonato per il suo crimine, il 22 febbraio 1498.
Ebbero nove figli:
- James Butler, IX conte di Ormond (1496 - 28 ottobre 1546), sposò Lady Joan Fitzgerald, ebbero figli;
- Richard Butler, I visconte Mountgarret (1500 - 20 maggio 1571), sposò Eleanor Butler, ebbero figli;
- Thomas Butler, sposò Joan Sutton, ebbero figli;
- Edmund Butler (? - 1551), arcivescovo di Cashel;
- Catherine Butler (? - 17 marzo, 1553), sposò in prime nozze Richard Power, I Barone Le Power e Coroghmore, ebbero figli, in seconde nozze James Fitzgerald, XIV conte di Desmond;
- Margaret Butler, sposò in prime nozze Richard de Burgh "MacWilliam", ebbero figli, sposò in seconde nozze Barnaby Fitzpatrick, I barone di Ossory, ebbero figli, e in terze nozze Thomas Fitzgerald, ebbero due figlie;
- Joan Butler, sposò James Butler di Dunboyne, ebbero figli;
- Eleanor Butler (? - 1550), sposò Thomas Butler, I barone Cahir, ebbero figli;
- Helen Butler (? - 2 luglio 1597), sposò Donough O'Brien, II conte di Thomond, ebbero figli.